# Piet Valkenburg
Piet Valkenburg (8 november 1888 - 10 september 1950) is een Nederlands voormalig voetballer die als verdediger speelde.

## Interlandcarrière

### Nederland
Op 10 maart 1912 debuteerde Valkenburg voor Nederland in een vriendschappelijke wedstrijd tegen België (2-1 winst).
| Interlands van Piet Valkenburg | Interlands van Piet Valkenburg | Interlands van Piet Valkenburg | Interlands van Piet Valkenburg | Interlands van Piet Valkenburg | Interlands van Piet Valkenburg |
| №                              | Datum                          | Wedstrijd                      | Uitslag                        | Soort Wedstrijd                | Doelpunten                     |
| Als speler bij HBS             | Als speler bij HBS             | Als speler bij HBS             | Als speler bij HBS             | Als speler bij HBS             | Als speler bij HBS             |
| ------------------------------ | ------------------------------ | ------------------------------ | ------------------------------ | ------------------------------ | ------------------------------ |
| 1.                             | 10-3-1912                      | België - Nederland             | 1-2                            | Vriendschappelijk              | 0                              |